# Метаонтология
Метаонтология — философская дисциплина, изучающая онтологию, природу онтологических вопросов и деятельность онтологов по поиску ответов на них. Она представляет собой метадисциплину, дисциплину второго порядка по отношению к онтологии. Онтология задает вопросы первого порядка — вопросы о том, что есть, что существует. Метаонтология поднимается на уровень выше и задает вопросы о самой онтологии: вопросы о том, в чем именно заключается деятельность онтологов, когда они ищут ответы на свои вопросы, и что эти вопросы означают. Метаонтология исследует смысл вопроса «Что есть/существует?»,  различие между бытием и существованием, наилучший способ их выражения (квантор или предикат), наличие разных способов бытия, наличие несуществующих объектов. Кроме того, она выясняет, являются ли онтологические споры чисто словесными, и какими должны быть методы онтологии. Термин "метаонтология" был введен в широкий обиход в статье Питера ван Инвагена "Метаонтология", опубликованной в 1998 году. В рамках метаонтологии имеется несколько направлений — онтологический реализм, дефляционизм, неоаристотелизм, майнонгианство.

## Онтологический реализм
Онтологический реализм придерживается трех главных тезисов: 1. имеются онтологические факты, которые являются объективными. Для онтологического реалиста факты о существовании/несуществовании абстрактных объектов, универсалий, мереологических сумм, возможных миров и т. д. не менее объективны и независимы от сознания, чем факты о существовании протонов и электронов. 2. Онтологические диспуты являются серьезными в том смысле, что они не являются чисто словесными и найти их решение нелегко. 3. Имеется одно наилучшее значение квантора существования. Благодаря наличию наилучшего значения квантора спорящие онтологи могут говорить на одном языке, и их споры не становятся чисто словесными.
Позиция онтологического реализма восходит к трудам Уилларда ван Ормана Куайна. Наиболее известным сторонником онтологического реализма является Теодор Сайдер. Ещё одним представителем реализма является Питер ван Инваген, чья метаонтология включает пять положений:
1. Бытие - это не деятельность.
2. Бытие – это то же самое, что и существование.
3. Бытие унивокально.
4. Единственный смысл бытия, или существования, адекватно передается при помощи квантора существования формальной логики.
5. Наилучшим способом ответа на онтологический вопрос «Что есть?» является предложенный Куайном способ, связанный с поиском онтологических обязательств.

## Дефляционизм
В противоположность реализму, метаонтологический дефляционизм утверждает, что многие или большинство онтологических вопросов являются неглубокими или несущественными, и мы должны понизить их значимость. Сильный дефляционизм отвергает некоторую часть онтологических споров как полностью ошибочных на том основании, что речь не идет ни о чем содержательном. Этот подход утверждает, что споры носят чисто словесный характер, или что спорящие стороны вообще не выдвигают позиций, поддающихся оценке по существу. Его представителем является Эли Хирш. Умеренный дефляционизм признает, что онтологические споры являются подлинными, но считает, что они могут быть разрешены относительно тривиальным образом путем размышления о концептуальных или семантических фактах. К этому подходу принадлежит легкая онтология Эми Томассон.

## Онтологический плюрализм
В соответствии с онтологическим плюрализмом имеется несколько разных способов бытия. Всё существующее существует, но существует оно по-разному – тот способ, которым существуют, например, числа отличается от способа существования материальных объектов. Наиболее известным представителем плюрализма является Крис Макдэниел.

## Неоаристотелизм
Неоаристотелизм, представленный Джонатаном Шаффером, заменяет главный онтологический вопрос с куайновского "Что есть?" на новый — "Что на чем основывается?". В соответствии с этим, главной задачей онтологии становится выяснение взаимоотношений между фундаментальными и производными сущностями, а не составление списка всего существующего, как это было у Куайна.

## Майнонгианство
Майнонгианские метаонтологические теории следуют за Алексиусом Майнонгом и признают наличие несуществующих объектов. С их точки зрения, есть или имеются такие объекты, которые не существуют. Бытие и существование не тождественны между собой.